# Pasquale Macchi

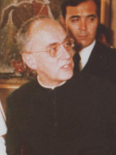
Pasquale Macci (1977)

Pasquale Macchi (* 9. November 1923 in Varese, Italien; † 5. April 2006 in Mailand) war römisch-katholischer Bischof und Privatsekretär von Papst Paul VI.

## Leben
Pasquale Macchi studierte Philosophie und Theologie und empfing am 15. Juni 1946 das Sakrament der Priesterweihe. Nach einem Aufbaustudium der Literaturwissenschaft lernte er 1954 den neuen Erzbischof von Mailand, Giovanni Battista Montini, kennen und wurde sein Privatsekretär.
Nach Kardinal Montinis Wahl zu Papst Paul VI. 1963 folgte er ihm in den Vatikan. Dort wurde er der engste Vertraute Pauls VI. und lernte unter anderem den Kurienbischof Paul Casimir Marcinkus kennen. Außerdem knüpfte er die Beziehungen zwischen dem Vatikan und dem Bankier Michele Sindona. Marcinkus und Sindona verwickelten den Vatikan durch ihre Geschäftstätigkeiten in einige Affären, so zum Beispiel in den Zusammenbruch des Banco Ambrosiano. Bei der Asienreise Pauls VI. im November 1970 rettete er in der philippinischen Hauptstadt Manila den Papst vor einem Attentat des offenbar geistig gestörten Malers Benjamín Mendoza y Amor Flores. Macchi wurde außerhalb des Vatikans als Kunstsammler bekannt. Auch der Bau der Vatikanischen Audienzhalle geht auf seine Idee zurück. Nach dem Tod Pauls VI. im August 1978 kehrte er als Erzpriester von Sacro Monte di Varese in seine Heimatstadt zurück.
Am 10. Dezember 1988 ernannte ihn Papst Johannes Paul II. zum Prälaten von Loreto. Die Bischofsweihe spendete er ihm am 6. Januar 1989 in der Vatikanbasilika. Mitkonsekratoren waren die Kurienerzbischöfe und späteren Kardinäle Edward Idris Cassidy und Jose Sánchez. Am 7. Oktober 1996 legte er sein Amt aus Altersgründen nieder und zog sich in ein Kloster in Perego (Provinz Lecco) zurück, wo er durch seine frühere Zusammenarbeit mit Paul VI. bekannt war. Zehn Jahre später starb er nach langer Krankheit mit 82 Jahren in einer Klinik in Mailand.